# Calgary
Calgary is de grootste stad van de Canadese provincie Alberta, gelegen op ongeveer 80 kilometer afstand van de Rocky Mountains. Calgary telde bij de census van 2021 1.306.784 inwoners (agglomeratie: 1.481.806 (2021)) waarmee het na Toronto en Montreal de grootste stad van Canada is en de op drie na grootste agglomeratie van het land. De inwoners van Calgary staan bekend als Calgarians.
De stad is een populaire bestemming voor wintersporters door het grote aantal nabijgelegen ‘vakantieparken’ in de bergen. De economie van de stad bestaat vooral uit de petroleumindustrie maar de landbouw, het toerisme en technologie zijn ook van belang. In 1988 organiseerde Calgary de Olympische Winterspelen.
De bijnaam van Calgary luidt Cowtown en het symbool van de stad is een witte Cowboyhoed, refererend aan het oude-westen karakter van Calgary.

## Geschiedenis

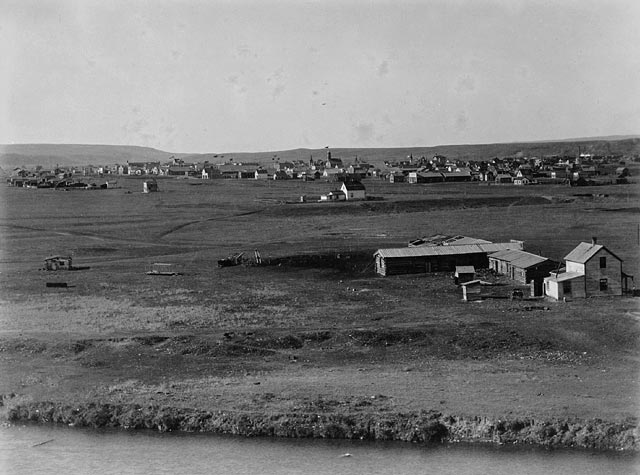
Calgary in het jaar 1885

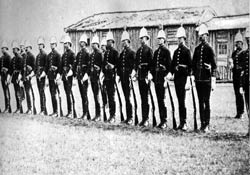
North West Mounted Police

### Het ontstaan van Calgary
In het gebied waar de stad tegenwoordig ligt woonden duizenden jaren geleden al Blackfoot-indianen, een van de indianenstammen die het Noord-Amerikaanse continent bewoonde. De eerste Europeaan die zich in de omgeving van Calgary vestigde was de Ier John Glenn, die zich hier in 1873 met zijn vrouw vestigde aan de rivier de Bow. Aanvankelijk kreeg de stad de naam Fort Brisebois, genoemd naar politieofficier Éphrem-a Brisebois van de toenmalige North West Mounted Police. In 1876 begon men echter te twijfelen aan de betrouwbaarheid van deze, en kreeg de stad de naam Fort Calgary, genoemd naar Cala-ghearraidh, een strand van het Schotse eiland Mull. Een aantal jaren later kreeg Fort Calgary haar eigen treinstation en werd zo aangesloten op het spoornetwerk van de Canadian Pacific Railway. Hierdoor groeide de nederzetting uit tot een belangrijk centrum op het gebied van landbouw en handel. Tot op de dag van vandaag is het hoofdkantoor van de Canadian Pacific Railway in Calgary gevestigd. In 1884 werd Calgary een town en werd ook de eerste burgemeester, George Murdoch, gekozen. Pas in 1894 werd Calgary een stad, deel uitmakend van het gebied Northwest Territories, de provincie Alberta zou pas in 1905 worden gecreëerd.

### De olie-boomen verder
In 1947 werden enorme hoeveelheden olie in de bodem van Alberta gevonden die bijdroegen aan de groei van Calgary. De olie- en gasindustrie en de landbouw in de regio werden de belangrijkste bronnen van inkomsten voor de stad. De economie en het aantal inwoners van de stad groeiden. In 1971 woonden er 403.000 mensen, in 1988 657.000, een groei van meer dan 60% in 17 jaar. In deze periode van sterke groei werden veel wolkenkrabbers gebouwd. De Olympische Winterspelen van 1988 waren een belangrijke stap in de verdere ontwikkeling en Calgary werd steeds moderner en groeide zo uit tot een metropool.
In het begin van de jaren 80 kreeg de stad te maken met een stagnerende energiemarkt. Omdat Calgary’s economie voornamelijk op deze energiemarkt was gebaseerd, ontstond er een hoge werkloosheid. Echter, de economie van Calgary herstelde zich en was eind 20ste eeuw een van de snelst groeiende van Canada. De snelle groei van de economie bracht ook problemen met zich mee in de vorm van een niet te stuiten vraag naar en toestroom van werknemers en een daaraan gekoppelde vraag naar woon- en leefruimte.
De economie van Calgary is zich ook op andere markten gaan richten, met name door investeringen in toerisme. Jaarlijks bezoeken meer dan vier miljoen mensen de stad, niet alleen voor de verschillende festivals, die er worden georganiseerd, zoals de Calgary Stampede, maar ook om de natuur van de Nationale parken Jasper, Banff en Lake Louise te verkennen.

## Geografie

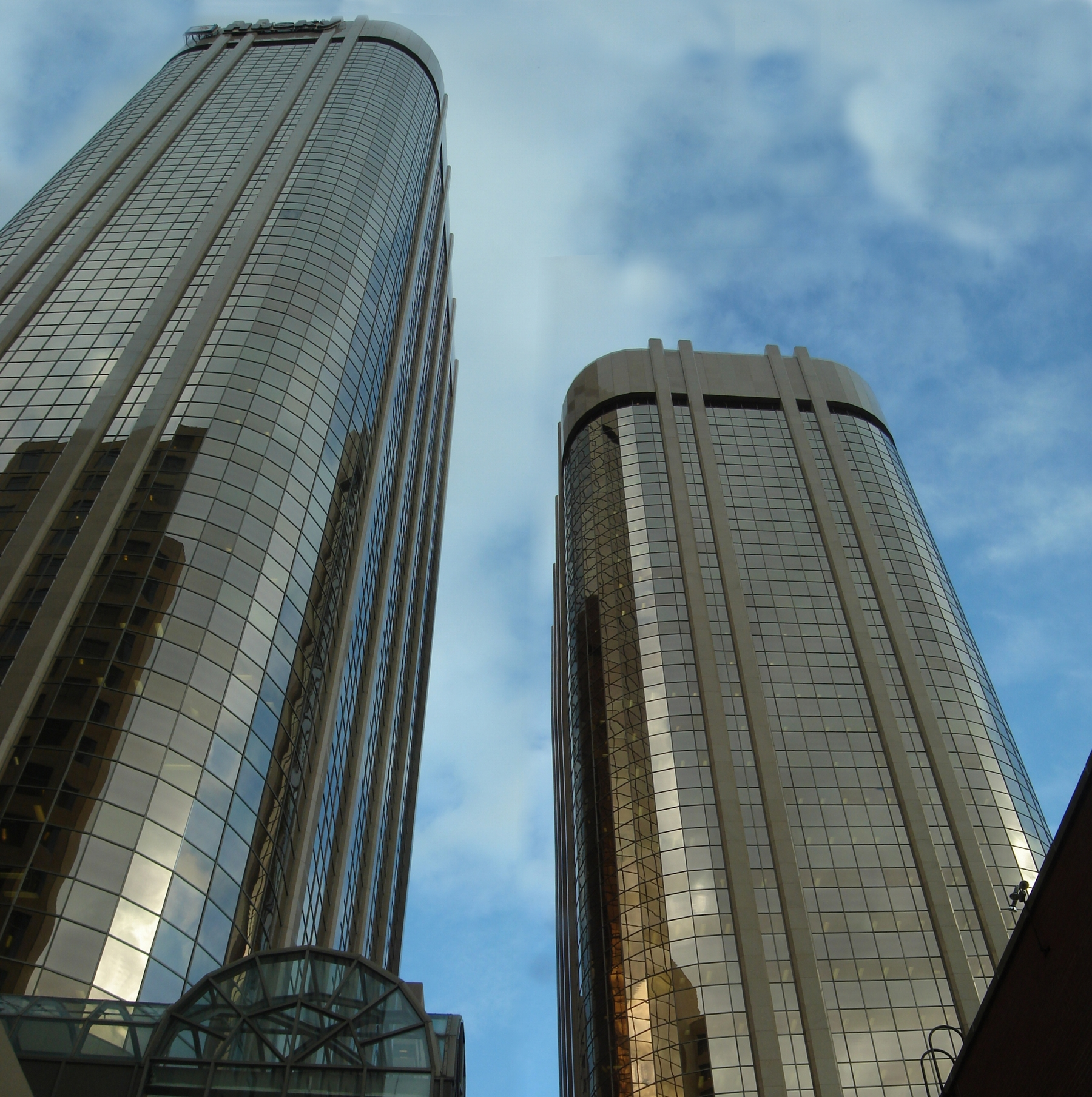
Western Canada Place

Calgary ligt in de heuvels (Foothills) die aan de Rocky Mountains grenzen, en de stad ligt dan ook op een hoogte van 1048 meter boven zeeniveau. Er stromen twee grote rivieren door de stad: de Bow en de Elbow, die ook door het centrum stromen. Omdat het klimaat in de omgeving van Calgary behoorlijk droog is, vindt men natuurlijke flora vooral rondom de rivieren en in het Fish Creek Provincial Park, het grootste stadspark van Canada. De stad beslaat een zeer groot oppervlak (721 km²) en is daarmee groter dan bijvoorbeeld Toronto of New York. De stad grenst in het zuiden aan het municipal district Foothills County en in het zuidwesten aan het indianenreservaat Tsuut'ina Nation.

### Afstanden naar andere steden
- Edmonton: 297 kilometer
- Great Falls: 520 kilometer
- Saskatoon: 623 kilometer
- Spokane: 695 kilometer
- Vancouver: 973 kilometer

## Klimaat
Calgary heeft een droog landklimaat met lange en wisselvallige winters en zeer korte zomers. Het klimaat wordt sterk beïnvloed door de hoge ligging van de stad en de nabijgelegen Rocky Mountains. De winters in de stad kunnen dan ook extreem koud zijn, −20 graden Celsius is geen uitzondering. Er waaien soms Chinook winden over de stad, die warme lucht vanuit de Grote Oceaan met zich meebrengen en hierdoor kan de temperatuur soms in een paar uur tijd met 15 graden stijgen.
Calgary is een stad van extremen, in 1893 bereikte de minimumtemperatuur een record van −45 graden Celsius, maar in 1919 werd een maximumtemperatuur van 36 graden gemeten. Per jaar stijgt de temperatuur ongeveer 4 dagen tegen de 30 graden, en daalt de temperatuur 5 dagen onder de −30 graden. De nachten zijn ’s zomers overigens wel koud, een gemiddelde minimumtemperatuur van 8 graden in juni. Ondanks het koude imago, is Calgary wel een van de zonnigste steden van Canada, met 2405 uren zon per jaar, en er valt relatief weinig neerslag.

## Economie
De economie berust voor een groot deel op de groeiende olie-industrie en diverse grote en kleine oliemaatschappijen hebben hun hoofdkantoren in de stad gevestigd. Een aantal daarvan zijn BP, EnCana, Imperial Oil en TransCanada. Ook de Canadian Pacific Railway en luchtvaartmaatschappij WestJet hebben hun hoofdkwartieren in Calgary. Oliemaatschappij Encana liet The Bow bouwen als hoofdkwartier. Het project werd in oktober 2006 aangekondigd, en in 2012 afgewerkt. Het gaat om een hoogbouwproject van 236 meter met 58 verdiepingen, het gebouw is aangesloten op +15. Het was de hoogste wolkenkrabber van West Canada en bij afwerking in 2012 de op vijf na hoogste van Canada, na vier wolkenkrabbers in Toronto.
Het gebouw werd in 2017 in de stad in hoogte overtroffen door Brookfield Place, een wolkenkrabber van 247 meter en hoofdkwartier voor oliemaatschappij Cenovus Energy.

## Districten

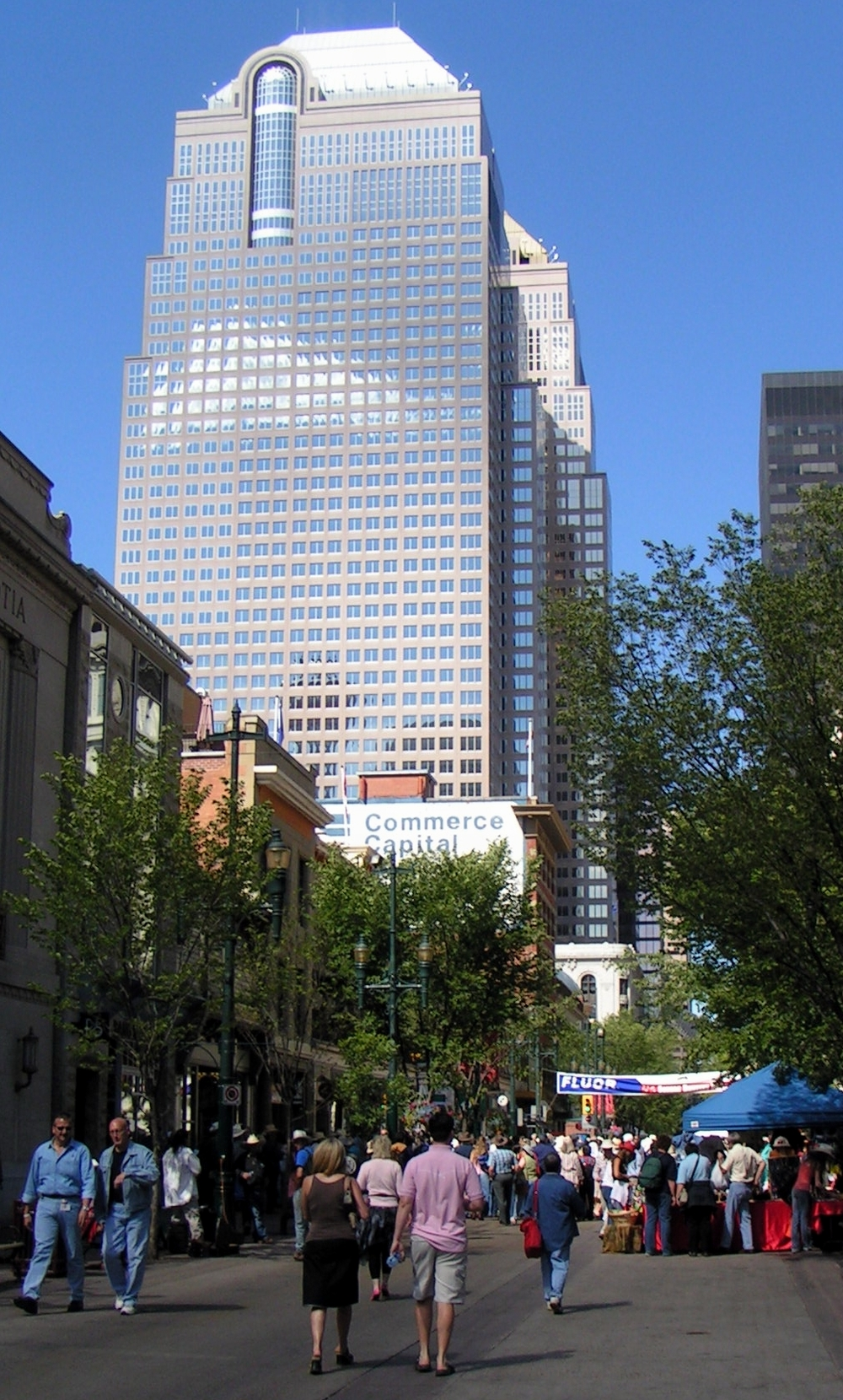
Downtown Calgary

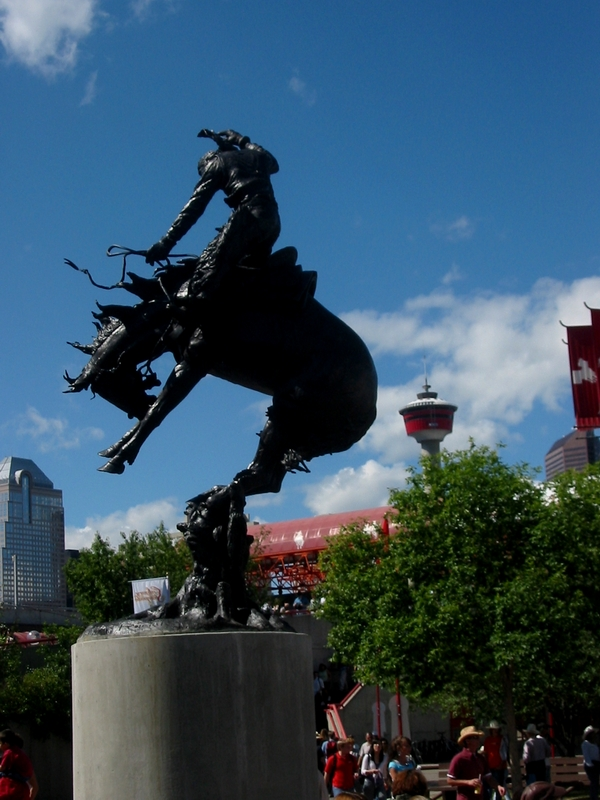
Standbeeld van een rodeo rijder

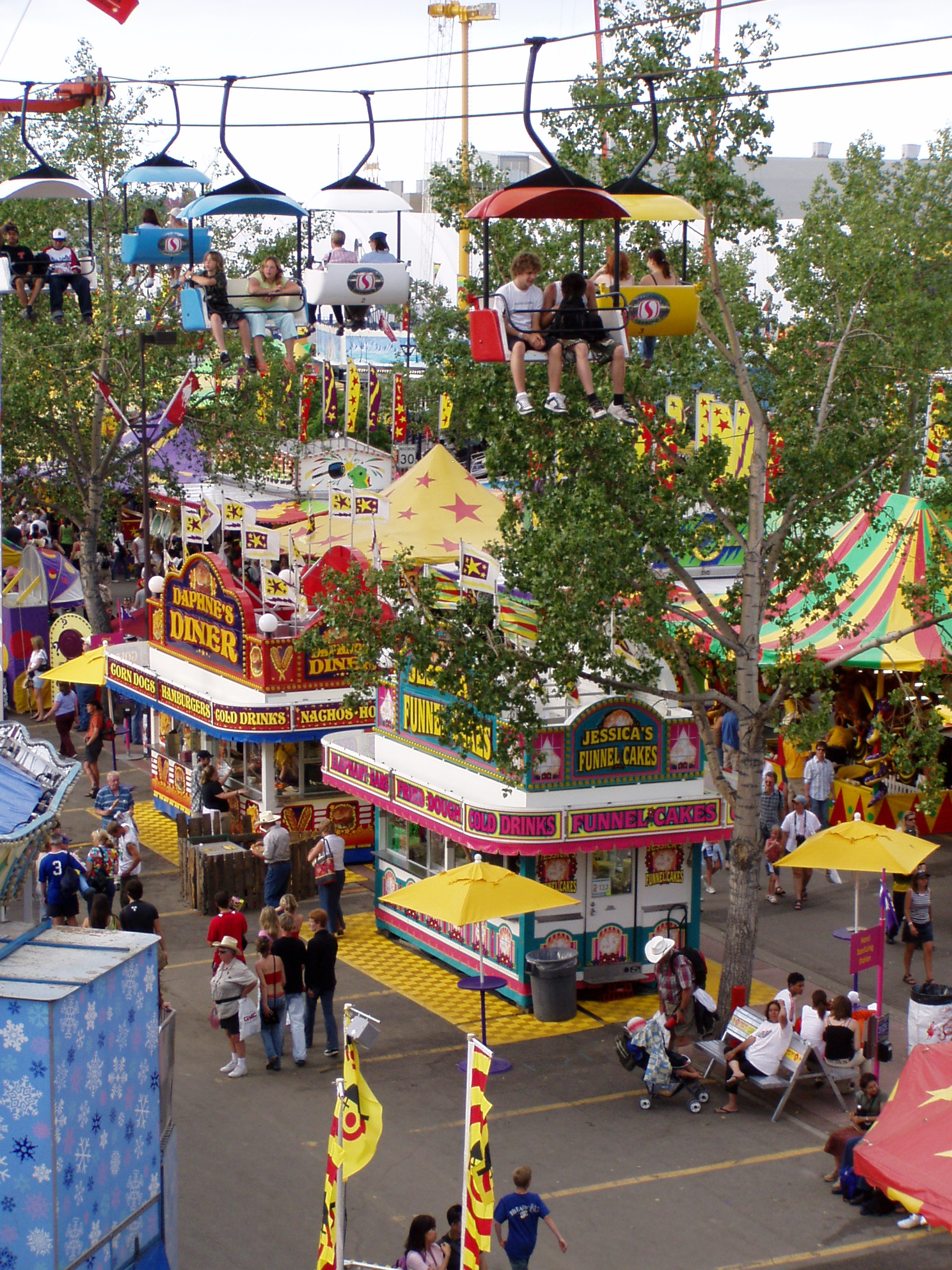
De stad tijdens de Calgary Stampede

Het centrum van de stad, oftewel Downtown Calgary, bestaat uit vijf wijken: Eau Claire, Downtown West End, Downtown Commercial Core, Chinatown en Downtown East Village. Het Commercial Core is ook weer onderverdeeld in een aantal districten, te weten Stephen Avenue Retail Core, Entertainment District, Arts District en Government District. Een belangrijk en zeer dichtbevolkt stadsdeel is de Beltline, bestaande uit verschillende wijken. Dit district is een van de belangrijkste op het gebied van de modernisering van Calgary.

### Cultuur
Cowtown, zoals Calgary wel wordt genoemd, is trots op haar Western-imago, jaarlijks culminerend in de Calgary Stampede, een van de grootste festivals in Canada. Langzaam maar zeker krijgt de stad tevens meer bekendheid als een gevarieerde en diverse metropool. Het is een kosmopolitische stad, ook al vindt men nog wel veel sporen van de oude-westen cultuur: typische saloons, western bars en hockey. Sinds de jaren ‘90 is de stad ook een centrum voor country muziek in Canada, en wordt soms zelfs het Nashville van het Noorden genoemd.

### Multicultureel Calgary
Calgary is ook een multiculturele stad, en heeft net als Vancouver en Toronto, haar eigen Chinatown en Little Italy. De wijk Forest Lawn is een van de meest gemixte wijken van de stad, en 17th Avenue, de belangrijkste straat van dat district staat ook wel bekend als
International Avenue. Deze wijk staat vol met een gevarieerd aanbod van restaurants en winkels.
Ongeveer 79% van de bevolking in Calgary stamt af van Europese voorouders. De belangrijkste etnische minderheden in de stad komen, of stammen af van ouders uit: China: 51.540, Zuid-Azië: 36.370 en de Filipijnen 16.245.

### Theater en Film
Het belangrijkste culturele centrum van Calgary is het Southern Alberta Jubilee Auditorium, in de volksmond simpelweg the Jube. Het auditorium heeft een capaciteit voor 2700 toeschouwers, en men kan er theater, Broadway musicals, maar ook lokale producties bekijken. Jaarlijks gaan meer dan 850.000 bezoekers naar een van deze voorstellingen. Het auditorium is de thuisbasis voor het Alberta Ballet, de Calgary Opera en ook wordt het Kiwanis Music Festival er georganiseerd.
In Calgary worden elk jaar veel festivals georganiseerd, de belangrijkste waarvan zijn het Folk Music Festival en het rodeotoernooi Calgary Stampede, dat in 2005 meer dan 1 miljoen bezoekers trok. Verder heeft de stad haar eigen jaarlijkse Internationaal Filmfestival.

### Musea
Het bekendste museum van de stad is het Glenbow Museum, het grootste museum van West Canada. Vele kleinere kunstgaleries vindt men rondom de straten Stephen Avenue en 17th Avenue. Andere musea in Calgary zijn:
- Calgary Chinese Cultural Centre
- Canadian Olympic Hall of Fame
- Art Gallery of Calgary (AGC)
- Military Museums
- Cantos Music Museum
- Aero Space Museum

### Andere bezienswaardigheden
Onder de andere bezienswaardigheden die Calgary kent is de Calgary Zoo met een prehistorisch park waar dinosauriërreplica's een groot aantal bezoekers trekken. Ook de Calgary Tower is een van de trekpleisters. Deze ongeveer 190 meter hoge toren biedt uitzicht op de stad alsmede de zich ten oosten van Calgary uitstrekkende prairies en de Rocky Mountains ten westen van de stad. Verder zijn er, naast vele andere parken en natuurgebieden, de volgende attracties te vinden:
- Eau Claire Market
- Calgary Chinatown
- TELUS World of Science
- Devonian Gardens
- Heritage Park Historical Village
- Canada Olympic Park

### Sport
In 1988 organiseerde Calgary de Olympische Winterspelen. Het was de eerste keer dat hierbij een overdekte schaatshal gebruikt werd. De Nederlandse schaatsster Yvonne van Gennip behaalde op deze baan, die midden op de campus van de University of Calgary staat, drie gouden medailles. De schaatshal Olympic Oval gold hierna lange tijd als de snelste ijsbaan ter wereld en was de locatie van vele internationale (top)wedstrijden.
De deelname van het Jamaicaanse bobsleeteam aan de Olympische Winterspelen leidde tot de film Cool Runnings.
Golfen en vissen zijn beide enorm populair onder de Calgarians. De bekendste professionele sportteams van de stad zijn de ijshockeyclub de Calgary Flames en de football club Calgary Stampeders.
Calgary was voorts tot op heden zevenmaal gaststad voor de eindfase van de Challenge Trophy, de Canadese voetbalbeker voor provinciekampioenen. Het betreft de edities van 1949, 1967, 1975, 1981, 1997, 2005 en 2015.

## Transport
Calgary is een druk transportknooppunt van centraal Canada. Calgary International Airport verbindt de stad met alle grote steden in Noord-Amerika, en er bestaan seizoensvluchten naar Europese bestemmingen. De Trans-Canada Highway is een belangrijke verkeersader die de stad met de rest van het land verbindt.
In de stad zelf vindt men een typisch Noord-Amerikaans rastervormig netwerk van genummerde straten. Het openbaar vervoer van Calgary wordt verzorgd door Calgary Transit en bestaat uit 160 busroutes en de C-Train.

## Partnersteden
- Daejeon (Zuid-Korea)
- Daqing (China)
- Jaipur (India)
- Naucalpan de Juárez (Mexico)
- Phoenix (Verenigde Staten)
- Quebec (Canada)
- Sarajevo (Bosnië en Herzegovina)